# Netcat
Netcat è un programma open source a riga di comando di comunicazione remota, utilizzabile sia col protocollo TCP sia col protocollo UDP.
Netcat è stato pensato per essere utilizzato facilmente da altri programmi o scripts.
Allo stesso tempo può essere uno strumento utilissimo per l'amministrazione di rete e di investigazione.
Nel 2000 Netcat fu votata da www.insecure.org come il secondo migliore programma per la sicurezza informatica. Anche nel 2003 e nel 2006 raggiunse il quarto posto per la stessa categoria. Netcat viene spesso chiamato come "il coltellino svizzero delle reti TCP/IP". Può essere utilizzato per moltissime funzioni: eseguire una scansione sulle porte di un computer remoto o ascoltare in locale, trasferire file, essere usato come una chat o persino per la creazione di una backdoor.

## Licenza
Netcat è un programma open source con licenza libera. La licenza originale allegata al programma recita:
(Hobbit)

## Modalità d'uso
Le modalità d'uso di Netcat sono essenzialmente due. Per connettersi a un computer remoto nc [opzioni] indirizzo.computer.remoto porta. Per ricevere localmente nc -l -p porta [opzioni].
Le opzioni di Netcat sono:
- -c shell commands	come -e configura un comando /bin/sh da eseguire alla connessione
- -e filename	configura un programma da eseguire alla connessione
- -b			consente broadcasts
- -g gateway		source-routing gateway
- -G num		source-routing pointer: 4, 8, 12, ...
- -h			apre l'help
- -i secs		intervallo per l'invio di dato o lo scan di porte
- -k			imposta l'opzione keepalive sul socket
- -l			modalità ascolto, per connessioni in entrata
- -n indirizzo IP numerico
- -o file		output esadecimale del traffico
- -p port		numero della porta locale
- -r			randomizza porte locali e remote
- -q secs		alla fine della trasmissione dei dati termina dopo i secondi impostati
- -s addr		imposta l'indirizzo sorgente utilizzato nella creazione della connessione
- -T tos		imposta il protocollo (predefinito TCP)
- -t			comunicazione TELNET
- -u			usa il protocollo UDP
- -v			fornisce informazioni (due volte fornisce più informazioni)
- -w secs		Imposta il tempo di inattività dopo il quale terminare
- -z			Imposta a zero il flag di I/O. Appena la porta si sarà aperta sarà immediatamente spenta e chiusa. (per lo scan)

## Esempi

### Client di posta
Netcat può essere usato come client di posta, esattamente come telnet.
```
nc mail.server.net 25
```

### Simulare un webserver contenente una singola pagina
Per versioni Windows:
```
( echo "HTTP/1.0 200 Ok"; echo; cat pagina.htm; ) | nc -q 1 -l -p porta
```

oppure su terminale Linux:
```
while true; do nc -l -p porta -q 1 < pagina.htm; done
```

o per la versione OpenBSD:
```
while true; do nc -l porta < pagina.htm; done
```

### Scanner delle porte di un computer remoto
```
nc indirizzo.computer.remoto porta1-porta2 -v -z
```

l'indirizzo potrà essere un ip o un host, Netcat proverà a connettersi con tutte le porte comprese nel range stabilito.

### Trasferimento di file
Per il computer che riceve:
```
nc -l -p porta >file
```

Per il computer che invia
```
nc indirizzo.computer.remoto porta <file
```

### Chat tra due computer
```
nc -l -p porta -v
```

```
nc indirizzo.computer.remoto porta -v
```

### Backdoor
Sul computer remoto:
```
nc -l -p porta -e cmd.exe
```

se il sistema operativo è Windows;
```
nc -l -p porta -e /bin/bash
```

se il sistema operativo è Linux.
Sul computer locale:
```
nc indirizzo.computer.remoto porta -v
```

## Versioni e varianti
Netcat è originariamente un programma Unix. L'ultima versione è del marzo 1996 disponibile all'indirizzo http://nc110.sourceforge.net/.
Esistono diverse implementazioni per altri sistemi inclusi MacOS e Windows.
Socat è un parente più complesso di Netcat. È più grande e più flessibile e ha più opzioni.
Cryptcat è una versione che comprende anche la criptazione dei dati inviati.